# Teorema di Lebesgue
In analisi matematica, il teorema di Lebesgue o teorema di differenziazione di Lebesgue è un teorema che stabilisce l'equivalenza tra una funzione e la derivata del suo integrale. Si può considerare una estensione del teorema fondamentale del calcolo integrale al caso di funzioni integrabili secondo Lebesgue.
Nella sua forma più forte, il teorema afferma che quasi ogni punto è un punto di Lebesgue di una funzione localmente integrabile.
Il teorema di Lebesgue applicato alla funzione caratteristica di un insieme misurabile fornisce il teorema di densità di Lebesgue, il quale afferma che la frontiera di un insieme misurabile ha misura trascurabile. Di norma, tuttavia, si preferisce dimostrare quest'ultimo teorema attraverso metodi più semplici.

## Il teorema
Data una funzione {\displaystyle f} integrabile secondo Lebesgue, l'integrale indefinito di {\displaystyle f} su un insieme misurabile {\displaystyle A} viene indicato con {\displaystyle \int _{A}f\ d\lambda } ed è definito come la funzione che associa all'insieme {\displaystyle A} l'integrale di Lebesgue della funzione {\displaystyle f\cdot \chi (A)}, dove {\displaystyle \chi (A)} è la funzione caratteristica di {\displaystyle A}.
La derivata dell'integrale indefinito è definita come:
{\displaystyle \lim _{B\rightarrow x}{\frac {1}{|B|}}\int _{B}f\ d\lambda }
dove {\displaystyle x\in A} e {\displaystyle B} è una sfera con centro in {\displaystyle x}. L'espressione {\displaystyle B\rightarrow x} significa che il raggio di {\displaystyle B} tende a zero.

### Enunciato
Il teorema di Lebesgue enuncia che la derivata dell'integrale di {\displaystyle f} è uguale a {\displaystyle f} quasi ovunque, ovvero esiste un insieme {\displaystyle X} di misura uguale a quella di {\displaystyle A} per cui:
{\displaystyle \lim _{B\rightarrow x}{\frac {1}{|B|}}\int _{B}f\ d\lambda =f(x)\qquad \forall x\in X}

## Estensioni e generalizzazioni del teorema
È possibile estendere il teorema sostituendo le sfere {\displaystyle B} con degli insiemi {\displaystyle U} contenuti nelle medesime sfere, per i quali esiste {\displaystyle c\geq 0} tale che:
{\displaystyle \lambda (U)\geq c\lambda (B)}
Esiste anche un teorema che stabilisce l'equivalenza tra una funzione differenziabile e l'integrale della sua derivata, che richiede però la nozione di integrale di Henstock-Kurzweil per poter eseguire l'integrale di una derivata arbitraria.

## Dimostrazione
Dato che l'enunciato ha una forma locale, si suppone che la funzione {\displaystyle f} sia nulla al di fuori di una palla di raggio finito. Diventa quindi sufficiente provare che l'insieme:
{\displaystyle E_{\alpha }={\Bigl \{}x\in \mathbf {R} ^{n}:\limsup _{|B|\rightarrow 0,\,x\in B}{\frac {1}{|B|}}\int _{B}|f(y)-f(x)|\,\mathrm {d} y>2\alpha {\Bigr \}}}
ha misura nulla per tutti gli {\displaystyle \alpha >0}.
Sia dato {\displaystyle \varepsilon >0}. Sfruttando il fatto che l'insieme delle funzioni continue a supporto compatto è denso in {\displaystyle L^{1}(\mathbb {R} ^{n})} si può trovare una funzione {\displaystyle g} che soddisfa:
{\displaystyle \|f-g\|_{L^{1}}=\int _{\mathbf {R} ^{n}}|f(x)-g(x)|\,\mathrm {d} x<\varepsilon }
Si può riscrivere la differenza come:
{\displaystyle {\frac {1}{|B|}}\int _{B}f(y)\,\mathrm {d} y-f(x)={\Bigl (}{\frac {1}{|B|}}\int _{B}{\bigl (}f(y)-g(y){\bigr )}\,\mathrm {d} y{\Bigr )}+{\Bigl (}{\frac {1}{|B|}}\int _{B}g(y)\,\mathrm {d} y-g(x){\Bigr )}+{\bigl (}g(x)-f(x){\bigr )}}
Il primo termine può essere limitato dal valore assunto in {\displaystyle x} dalla funzione {\displaystyle (f-g)^{*}(x)} massimale per {\displaystyle f-g}:
{\displaystyle {\frac {1}{|B|}}\int _{B}|f(y)-g(y)|\,\mathrm {d} y\leq \sup _{r>0}{\frac {1}{|B_{r}(x)|}}\int _{B_{r}(x)}|f(y)-g(y)|\,\mathrm {d} y=(f-g)^{*}(x)}
Il secondo termine scompare nel limite dato che {\displaystyle g} è continua, mentre il terzo è limitato da {\displaystyle |f(x)-g(x)|}. Se il valore assoluto della differenza originale deve essere maggiore di {\displaystyle 2\alpha } nel limite, almeno il primo oppure il terzo devono essere maggiori di {\displaystyle \alpha }. Del resto, dalla stima della funzione massimale di Hardy-Littlewood:
{\displaystyle {\Bigl |}\left\{x:(f-g)^{*}(x)>\alpha \right\}{\Bigr |}\leq {\frac {A_{n}}{\alpha }}\,\|f-g\|_{L^{1}}<{\frac {A_{n}}{\alpha }}\,\varepsilon }
per qualche costante {\displaystyle A_{n}}  dipendente solo dalla dimensione n. La disuguaglianza di Markov afferma che:
{\displaystyle {\Bigl |}\left\{x:|f(x)-g(x)|>\alpha \right\}{\Bigr |}\leq {\frac {1}{\alpha }}\,\|f-g\|_{L^{1}}<{\frac {1}{\alpha }}\,\varepsilon }
donde:
{\displaystyle |E_{\alpha }|\leq {\frac {A_{n}+1}{\alpha }}\,\varepsilon }
Dall'arbitrarietà di {\displaystyle \varepsilon }, che può assumere un valore piccolo a piacere, segue la tesi.